# Кривая роста (спектроскопия)

Общий вид кривой роста

Кривая роста — зависимость эквивалентной ширины {\displaystyle W} спектральной линии поглощения от количества атомов {\displaystyle N}, которые поглощают излучение в этой линии. Как правило, о кривых роста говорят в отношении линий поглощения в спектрах звёзд.
Кривую роста делят на три качественно различимых области. При малых {\displaystyle N} оптическая толщина поглощающего слоя мала, и эквивалентная ширина растёт прямо пропорционально {\displaystyle W\propto N} — эта часть кривой роста называется линейной. При достаточно большом {\displaystyle N} оптическая толщина становится больше единицы: центральная глубина линии перестаёт расти, происходит насыщение линии в центре и рост эквивалентной ширины продолжается за счёт крыльев линии. На этом участке кривой роста, называемом пологим, {\displaystyle W\propto {\sqrt {\ln N}}}. При ещё большем {\displaystyle N} начинают заметно расти части крыльев, описываемые лоренцевским профилем. Эта часть кривой роста называется областью затухания излучения, на ней {\displaystyle W\propto {\sqrt {N}}}.
Кривые роста можно рассчитать теоретически для различных условий в атмосфере звезды. По ним можно определять содержание тех или иных химических элементов в атмосфере звезды, а сравнивая теоретические кривые роста с наблюдаемыми, можно определять различные параметры атмосферы, от которых зависит вид самой кривой роста — например, температуру или скорость микротурбулентных движений.
Зависимость эквивалентной ширины линии поглощения от числа атомов, её образующих, впервые показал в 1931 году Марсел Миннарт.

## Описание
Кривая роста — зависимость эквивалентной ширины {\displaystyle W} спектральной линии поглощения от количества атомов {\displaystyle N}, которые поглощают излучение в этой линии.
Как правило, о кривых роста говорят в отношении линий поглощения в спектрах звёзд. Излучение, выходящее из фотосферы звезды, имеет непрерывный спектр, но при прохождении его через внешние слои звёздной атмосферы излучение поглощается на некоторых длинах волн — в спектре появляются линии поглощения. В каждой такой спектральной линии излучение поглощается определённым атомом в некотором энергетическом состоянии, поэтому чем больше таких атомов на пути излучения, тем сильнее будет поглощение в спектральной линии.
Кривая роста может быть разделена на три части, в порядке возрастания {\displaystyle N}: линейную, где {\displaystyle W\propto N}; пологую, или переходную, в которой {\displaystyle W\propto {\sqrt {\ln N}}}; и область затухания излучения, где {\displaystyle W\propto {\sqrt {N}}}.

Вид профиля спектральной линии Лайман-альфа в единицах интенсивности непрерывного спектра при разных концентрациях водорода: от 1012 атомов на см2 для линии наименьшей глубины до 1020 атомов на см2 для самой глубокой линии. Между соседними линиями концентрация меняется в 10 раз.
Кривые роста для линии Лайман-альфа при разной доплеровской ширине линии {\displaystyle b_{d}}, связанной с половинной полушириной {\displaystyle g} гауссовского профиля линии (см. ниже➤) как {\displaystyle b_{d}=g/{\sqrt {\ln 2}}}.

## Теория

### Эквивалентная ширина

Кривая — профиль спектральной линии поглощения. Эквивалентная ширина W — это ширина прямоугольника (зелёный цвет) при условии, что его площадь равна площади над профилем линии (синий цвет).

Для описания интенсивности спектральных линий поглощения используется понятие эквивалентной ширины {\displaystyle W}: это размер области в длинах волн ({\displaystyle W_{\lambda }}) или в частотах ({\displaystyle W_{\nu }}), в которой непрерывный спектр излучает суммарно столько же энергии, сколько поглощается во всей линии.
Более строго {\displaystyle W} определяется следующим образом. Интенсивность излучения в спектре на частоте {\displaystyle \nu } обозначается как {\displaystyle I_{\nu }}, а интенсивность в таком же спектре при отсутствии рассматриваемой линии — {\displaystyle I_{\nu }^{0}}: для нахождения {\displaystyle I_{\nu }^{0}} проводится экстраполяция соседних с линией областей спектра на область, где наблюдается линия, как если бы она отсутствовала. Вводится параметр {\displaystyle a_{\nu }=1-I_{\nu }/I_{\nu }^{0}}, называемый глубиной линии и представляющий собой долю излучения на частоте {\displaystyle \nu }, которая была поглощена. Тогда эквивалентная ширина связана с ним соотношением {\textstyle W_{\nu }=\int _{\nu _{1}}^{\nu _{2}}a_{\nu }d\nu } или {\textstyle W_{\lambda }=\int _{\lambda _{1}}^{\lambda _{2}}a_{\lambda }d\lambda } — аналогичные рассуждения можно провести для спектра по длинам волн, а не частотам. Теоретически интегрирование должно производиться от {\displaystyle 0} до {\displaystyle \infty }, но на практике интегрируют на конечном интервале, включающем в себя основные части линии — как правило, ширина интервала составляет не более нескольких десятков нанометров. В то же время {\displaystyle a_{\nu }} связана с оптической толщиной поглощающего слоя {\displaystyle \tau _{\nu }} на частоте {\displaystyle \nu } как {\displaystyle a_{\nu }=1-e^{-\tau _{\nu }}}, а {\displaystyle \tau _{\nu }} прямо пропорциональна количеству атомов, отвечающих за поглощение в линии, на единицу площади на луче зрения {\displaystyle N}.

### Поведение при малой оптической толщине
В любом случае, когда {\displaystyle N} мало, то мала и {\displaystyle \tau _{\nu }} во всех частях линии. Тогда {\displaystyle a_{\nu }=1-e^{-\tau _{\nu }}} возрастает практически линейно с ростом {\displaystyle \tau _{\nu }}, и, следовательно, {\displaystyle W\propto N}. Когда оптическая толщина становится достаточно большой, то рост {\displaystyle a_{\nu }} в центре линии замедляется, а затем практически останавливается — линейный рост продолжается, пока оптическая толщина в центре линии {\displaystyle \tau _{0}} по порядку величины меньше единицы. Увеличение {\displaystyle W} замедляется, но не прекращается, поскольку в крыльях — боковых частях линии — {\displaystyle \tau _{\nu }} ещё невелико. Связь между {\displaystyle W} и {\displaystyle N} для оптически толстых сред зависит от вида профиля спектральной линии.

### Поведение при большой оптической толщине
Как правило, различные механизмы уширения, отдельно взятые, приводят либо к гауссовскому распределению {\displaystyle \tau _{\nu }} (например, тепловое движение атомов), либо к лоренцевскому распределению (к примеру, естественная ширина линии и уширение за счёт столкновений). Совместное действие этих механизмов приводит к образованию фойгтовского профиля, который является свёрткой гауссовского и лоренцевского. Поскольку в лоренцевском профиле крылья убывают гораздо медленнее, чем в гауссовском, то в соответствующем фойгтовском профиле дальние части крыльев в любом случае близки к лоренцевскому профилю. Вид центральной части линии зависит от ширин гауссовского и лоренцевского профилей: если гауссовский профиль значительно шире, то центральная часть фойгтовского профиля будет близка к гауссовскому, и наоборот.

#### Гауссовский профиль
Распределение оптической толщины в линии с гауссовским профилем имеет следующий вид:
{\displaystyle \tau (x)=\tau _{0}\exp \left(-{\frac {x^{2}\ln 2}{g^{2}}}\right),}
где {\displaystyle \tau _{0}} — оптическая толщина в центре линии, {\displaystyle g} — половинная полуширина линии, {\displaystyle x} — расстояние до центра линии. Для удобства можно сделать замену {\textstyle u={\frac {x{\sqrt {\ln 2}}}{g}}}, тогда {\displaystyle u} — расстояние от центра линии в величинах доплеровской ширины, равной {\displaystyle g/{\sqrt {\ln 2}}}. Эквивалентная ширина линии с такими параметрами может быть выражена так:
{\displaystyle W={\frac {2g}{\sqrt {\ln 2}}}\int _{0}^{\infty }\left(1-\exp \left[-\tau _{0}e^{-u^{2}}\right]\right)du}
Интеграл в этом выражении не берётся аналитически, но можно приближённо считать, что при больших {\displaystyle \tau _{0}}, соответствующих насыщенным линиям, подынтегральное выражение близко к 0 при больших {\displaystyle u} и к 1 при малых. Условием границы между «большими» и «малыми» {\displaystyle u} можно взять значение {\displaystyle u_{0}}, при котором {\displaystyle \tau _{0}e^{-u_{0}^{2}}=1}. Это условие выполняется при {\displaystyle u_{0}={\sqrt {\ln \tau _{0}}}}, так что {\displaystyle W} с хорошей точностью оказывается пропорционально {\displaystyle {\sqrt {\ln \tau _{0}}}}, а значит, {\displaystyle W\propto {\sqrt {\ln N}}}. Приближённое вычисление самого интеграла приводит к такому же результату.

#### Лоренцевский профиль
В линии с лоренцевским профилем распределение оптической толщины записывают в виде:
{\displaystyle \tau (x)=\tau _{0}{\frac {l^{2}}{l^{2}+x^{2}}},}
где {\displaystyle \tau _{0}} — оптическая толщина в центре линии, {\displaystyle l} — половинная полуширина линии, {\displaystyle x} — расстояние до центра линии. Для удобства делается замена {\textstyle y=x/l}, тогда {\displaystyle y} — расстояние от центра линии в единицах половинной полуширины. Эквивалентная ширина в этом случае принимает вид:
{\displaystyle W=2l\int _{0}^{\infty }\left(1-\exp \left[-{\frac {\tau _{0}}{y^{2}+1}}\right]\right)dy}
При достаточно больших {\displaystyle \tau _{0}} центр линии оказывается насыщенным, а убывание оптической толщины в крыльях происходит приблизительно как {\displaystyle y^{-2}}. Тогда ширина  приближённо выражается:
{\displaystyle W=2l\int _{0}^{\infty }\left(1-\exp \left[-{\frac {\tau _{0}}{y^{2}}}\right]\right)dy}
Если сделать замену {\textstyle z^{2}=\tau _{0}/u^{2}}:
{\displaystyle W=2l{\sqrt {\tau _{0}}}\int _{0}^{\infty }\left(1-\exp \left[-z^{2}\right]\right)d(1/z)}
Таким образом, для лоренцевского профиля {\displaystyle W} растёт пропорционально{\displaystyle {\sqrt {\tau _{0}}}}, а значит, {\displaystyle W\propto {\sqrt {N}}}.

#### Фойгтовский профиль
Линии поглощения в спектрах звёзд, как правило, описываются фойгтовским профилем, в котором лоренцевская ширина очень мала по сравнению с гауссовской. Это значит, что центральные части линий близки к гауссовским, а крылья — к лоренцевским.
Таким образом, при достаточно больших значениях {\displaystyle N} оптическая толщина в центре становится больше единицы, но крылья лоренцевского профиля ещё слишком слабы, и рост {\displaystyle W} происходит в основном за счёт областей, где профиль линии близок к гауссовскому — пропорционально {\displaystyle {\sqrt {\ln N}}}. При очень больших {\displaystyle N} дальние части крыльев линии, описываемые лоренцевским профилем, становятся достаточно сильными и {\displaystyle W} начинает расти приблизительно пропорционально {\displaystyle {\sqrt {N}}}. Типичное значение оптической толщины в центре линии, при которой происходит переход от пологой части кривой роста к области радиационного затухания, составляет около 103, хотя оно зависит от отношения лоренцевской и гауссовской ширины: чем больше лоренцевская ширина, тем при меньших {\displaystyle \tau _{0}} происходит переход.

## Использование
Кривые роста можно рассчитать теоретически для заданной модели звёздной атмосферы — в общем случае для этого необходимо решать уравнение переноса излучения для заданных условий в атмосфере звезды, таких как температура, плотность вещества и других параметров в зависимости от глубины в атмосфере. Таким образом, сравнение теоретических кривых роста с наблюдаемыми позволяет измерять те параметры звёзд, от которых зависит кривая роста, а эквивалентные ширины линий позволяют определять содержание соответствующих химических элементов.
Для отдельно взятой звезды кривая роста определённой линии может быть построена по мультиплетам — наборам спектральных линий, которые соответствуют переходам с общего нижнего уровня. Число атомов {\displaystyle N} неизвестно для данной звезды, но для всех этих переходов заведомо одно и то же. Кроме того, обычно известны вероятности переходов, поэтому для мультиплета может быть выбрано подходящее семейство кривых роста и определено {\displaystyle N}.
Вид кривой роста зависит, к примеру, от температуры звезды и от скорости микротурбулентных движений газа в ней. Повышение температуры и увеличение скорости микротурбулентности увеличивают гауссовскую ширину линии, уменьшая при этом оптическую глубину в её центре — при этом эквивалентная ширина остаётся прежней, но насыщение линии и прекращение линейного роста наступает при большем {\displaystyle N} и при большей эквивалентной ширине. Кроме того, микротурбулентность и температура по-разному влияют на кривую роста: при одной и той же температуре атомы разных масс имеют разные средние скорости, и гауссовская ширина линий таких атомов различается. Микротурбулентность же вызывает движение с одинаковыми скоростями — это позволяет разделять эффекты температуры и микротурбулентности.

## История изучения
В 1931 году Марсел Миннарт впервые показал, как эквивалентная ширина линии поглощения зависит от числа атомов, её образующих. Другие учёные, среди которых были Дональд Мензел и Альбрехт Унзольд, впоследствии дорабатывали теорию кривой роста.